# Weyerhaeuser Glacier
Weyerhaeuser Glacier är en glaciär i Antarktis. Den ligger i Västantarktis. Argentina, Chile och Storbritannien gör anspråk på området. Weyerhaeuser Glacier ligger 778 meter över havet.
Terrängen runt Weyerhaeuser Glacier är huvudsakligen kuperad, men åt nordost är den bergig. Trakten är obefolkad. Det finns inga samhällen i närheten.